# Blåmannsisen
Blåmannsisen (Lule-Samisch: Ålmåjalosjiegŋa) is een ijskap in Nord-Norge en ligt in de gemeenten Sørfold en Fauske in de provincie Nordland. Het is de op vijf na grootste gletsjer op het Noorse vasteland. Zijn hoogste punt ligt op 1540 meter hoogte en zijn laagste punt op 810 meter. De ijskap heeft een gemiddelde ijsdikte van 200-400 meter en een oppervlakte van 87 km². De gletsjer mondt uit in Blåmannsisvatnet, een meer met een oppervlakte van 3,76 km². Het ligt twee kilometer ten westen van de grens met Zweden.